# Аквитанско војводство
Аквитанско војводство била је држава на месту данашње области Аквитаније у Француској и осталим југозападним деловима Француске и на месту централне Француске. Постојала је од 660. године, до француског освајања тих подручја 1453. године. Аквитанија је често била под врховном влашћу Француске, али и освајали су је Енглези.

## Историја

### Пре оснивања
Аквитанија је у 5. веку нове рере била под влашћу Визигота. Њу је 507. године после победе код Вујеа освојио франачки владар Хлодовех. У 6. и 7. веку била је под директном владавином Франака. Споразумом из Анделоа 28. новембра 587. године Аквитанија је подељена између бургундијског краља Гунтрама и бургундијско-аустразијског краља Хилдеберта II. Хлотар II је ујединио све области којим су владали Франци и 623. године освојио Аквитанију. После његове смрти 629. године његов наследник Дагоберт I предаје Аквитанију свом млађем брату Хариберту II. Хариберт је успешно ратовао против Баска. Када је Хариберт умро 632. године на власт је дошао његов син Хилперик. Тада су се Баски побунили. Дагоберт је убио Хилперика, преузео власт и 635. године угушио побуну Баска.

### Настанак војводства
Војводство настаје када је 660. године, Феликс патрициј града Тулуза постао франачки намесник Аквитаније. Ујединио је Аквитанско и Гаскоњско војводство. Успео је да Аквитанију учини независном државом, али Аквитанија је ипак била франачки вазал. Око 670. године Феликс је Гаскоњу дао Лупусу, који је 676. године после Феликсове смрти освојио Аквитанију. Лупус је умро око 680. године. Када је 16. децембра 714. године умро Пипин Херисталски у Франачкој је дошло до грађанско рата. Године 715. аквитанијски војвода Одо Велики је прогласио потпуну независност. Франачки краљ Хилперих II и мајордом Неустрије и Бургундије Регенфилд су 718. године признали аквитанску независност у замену за војну помоћ против Пипиновог незаконитог сина Карла Мартела. Одо и његови савезници су поражени у бици код Соасона, а Хилперих је морао да побегне у Аквитанију. После тога склопљен је мир са Карлом Мартелом.

### Рат против Мавра
Аквитанији је тад претила опасност од Мавара са југа. Они су почетком 721. године опсели Тулуз, најважнији град Аквитаније. Одо је у марту отишао на север тражећи помоћ. Да би од Карла Мартела добио помоћ морао је да призна Франке за врховне господаре Аквитаније, што је и урадио. Одо се вратио у Тулуз почетком јуна, када је Тулуз био готово пред падом. 9. јуна са мањом војском је до ногу потукао Арапе и привремено их протерао са територија Аквитаније. Око 725. године Француску, посебно јужну, су опљачкали Маври. Одо је да би Маври престали да пљачкају Аквитанију удао своју кћерку за маварског гувернера Каталоније Утмана, који се одмах после тога побунио против маварског гувернера Андалузије Абд Ал Рахмана. Побуна је била угушена, а Рахман је напао Француску. 732. године Одо се са својим пешацима сукобио с маварском тешком коњицом у бици код Бордоа. Маври су лако продрли у центар војске када су аквитанци кренули у бег. Коњица је доста њих стигла и поубијала их. Одо је успео да се спасе са малим бројем војске. После овог аквитанијског пораза Маври су освојили Бордо и масакрирали његове становнике.
Одо је око 735. године абдицирао у корист свог сина Хуналда и умро око 740. године.

### Аквитанско војводство поново под франачком врховном влашћу
Карло Мартел је искористио Одову абдикацију и 736. године опљачкао Аквитанију освојио градове Бордо и Бле. Хуналду је дозвољено да задржи остатак Аквитаније под условом да Хуналд мора да се закуне Карлу на лојалност. Када је Карло умро 721. године Хуналд је објавио рат Францима. Карлови синови Пипин Мали и Карломан су тада прешли Лоару, опљачкали регион Бери, предграђа града Буржа, касније опљачкали замак Лош и заробили све његове становнике. Хуналд је био бесан због тога па је спалио град Шартр. На крају је био приморан да моли за мир, чак се и замонашио 745. године.

### Франачко освајање Аквитаније
Његов син наследник Вајфер Аквитански је око 760. године дошао у сукоб с Пипином Малим, пошто је одбио предати све Пипинове непријатеље и вратити сву земљу одузету Цркви. Повод овог рата био је и аквитанијско освајање Клермона, Берија, Буржа и Оверње. Због побуне у Баварској Пипин није могао узвратити казненом експедицијом. Рат се наставио 767. године. Пипин је у овом рату спалио Тулуз. Вајферова војска била је исцрпљена од рата, па је га је убила и предала се Пипину. После Пипинове смрти у јесен 768. године, избила је побуна Хуналда II Аквитанског. Побуну је угушио Пипинов син Карло Велики, који је свог сина Луја поставио за краља Аквитаније. Луј је за краља крунисан тек 781. године, кад је побеђен претендент за аквитански престо Лупо II Гаскоњски.

### Аквитанско краљевство
То краљевсво је поред територија војводства Аквитаније обухватало Септиманију, Гаскоњу и Франачке територије на Иберском полуострву. 806. године овим територијама су додате Прованса и Бургундија. Када је Луј постао цар Светог римског царства краљ Аквитаније је постао Пипин, Лујов син. Пипина је 838. године наследио његов истоимени син, кога је Луј збацио и целу Француску доделио свом сину Карлу Ћелавом. Пипин II је после Лујове смрти 840. године ослободио Аквитанско краљевство, које је 845. године Карло напао и 848. године освојио Лимож.

### Ново Аквитанско краљевство
Освајање је завршено 852. године, када је Венило, надбискуп од Санса, у Орлеану крунисао Карла за француског краља. Пипин је био заробљен, а краљ Аквитаније је постао Карло син исто Карло. Карла је 866. године после његове смрти наследио брат Луј II. Када је 877. године Луј дошао на престо западне Француске, Аквитанија се потпуно отцепила од Француске.

### Обновљено Аквитанско војводство под влашћу грофова од Поатјеа
Ново Аквитанско краљевство је настало 845. године, али било је мање од првог Аквитанског краљевства, јер су му одузети региони Поуату, Сентонж и Ангуму. Те територије су 852. године припале Ранулфу I, грофу Поатјеа и Тулуза, који се прогласио војводом Аквитаније упркос противљењу франачких владара. Ранулф је умро од рана добијених 866. године у бици код Брисалта, вођениј против Викинга. Његов малолетни син га је наследио у Тулузу, али титулу војводе Аквитаније преузео је тек 877. године. Ранилф је хтео да се крунише краљем Аквитаније, али је отрован 5. августа 890. године по налогу претендента на француски престо Карла III Безазленог, зато што је Ранулф био лојалан француском краљу Одоу Париском. Ранулфа је у Поатјеу наследио син Ранулф III, а у Аквитанији његов малолетни незаконити син Ебалус Манзер. Ранулфа и њега је 893. године збацио гроф Оверње Вилијам I. За време његове владавине владавине почео је да се кове државни новац.

### Аквитанско војводство под влашћу горфова од Оверње
Вилијам је умро 9. јула 918. године, а пошто није имао деце наследио га је нећак, син његове сестре Аделинде, Вилијам II. Он је по доласку на престо покренуо рат против Бургунда и Нормана, који су одбили признати Рудолфа за краља Француске. Касније се и Вилијам сам побунио против Рудолфа, али се помирио с њим и одрдбама мира морао је да брани француску границу на реци Рајни од Угара. Вилијам је умро 12. децембра 926. године, а наследио га је Акфред, који је умро већ 927. године. После овог догађаја Ебалус је враћен на аквитански престо и на њему је остао до своје смрти 935. године.

### Ратови против Ига Великог
Ебалуса је наследио син Вилијам III. По Вилијемовом доласку на власт француски краљ Луј IV га је присилио да део Аквитанског војводства преда Игу Великом, краљу северне Француске. Ускоро су се Волијемови односи са Игом погоршали па је чак 950. године дошло и до рата у коме је Иго поражен, а Вилијем освојио Оверњу. Лотар (краљ Француске) је Игу пружио подршку па је он у августу 955. године опсео Поатје, које је Вилијем одбранио. Лотар је ускоро стигао до града и Вилијема поразио у бици. Тада је Иго постао војвода Аквитаније, кога је 956. године наследио син Иго Капет. Вилијам је искористио то и поморио се са Лотаром, који му је 959. године вратио Аквитанију. Вилијем је тада постао гроф Аквитанског војводства. 3. априла 963. године Вилијем је умро, а наследио га је син Вилијам IV.

### Ратови против Ига Капета и грофова Анжуа
По доласку на престо Вилијам је објавио рат Џефрију Анжујском, али је поражен и изгубио је град Луден. Године 988. Вилијем је одбио да призна Ига Капета краљем Француске, већ је настојао да на француски песто доведе Луја од Доње Лотарингије, последњег легитимног Каролинга. То се претворило у повод за рат између Аквитаније и Француске. Вилијем је сузбио Ига у долини Лоаре и тако победио у рату. Године 990. Вилијем је абдицирао у корист свог сина Вилијама V. Ема од Блоа, супруга Вилијама IV и мајка Вилијама V је била регент до 1004. године. Њену владавину обележили су бројни неуспеси. Војводство је претрпило пораз од Викинга, али и од анжујског грофа Фулка Нерија, па је морало да му преда град Миребалаис. Чим је дошао на власт Вилијем је склопио мир са свим суседима. Вилијем је умро 31. јануара 1030. године, а на власт је доашао његов син Вилијам VI Дебели. Вилијем је по доласку на престо објавио рат својој маћехи Агнеси од Бургундије, која се преудала за Жофроу Мартела, анжујског грофа. Мартел је освојио Сентонж и заробио Вилијема у бици код Монконтура 20. септембра 1034. године. Вилијем се тек почетком 1037. године ослободио из заточеништва предајом градова Бордоа и Сента. Одмах после повратка из заточеништва поново је објавио рат Мартелу, али после је поражен и морао је да преда острво Олерон. Вилијема је у мару 1038. године после смрти наследио полубрат Одо од Гаскоње. Који је наставио ратовање против Мартела и погинуо је 10. марта 1039. године у бици код Мозеа. Његов полубрат Вилијам VII Одважни га је наследио. Он је наставио рат против свог очуха јер је освојио Гаскоњу и 1058. године опсео је град Саумур, али је у лето умро од дизентерије.

### Аквитанија у крсташким походима
Вилијам VIII Аквитаниски је био један од вођа француских крсташа. Они су имали задатак да оду у Арагон помогну и краљу Рамиру да освоји маварски град Барбастро. Подржавао их је Папа Александар II. Крсташи су освојили и опљачкали град. Вилијам је умро 25. септембра 1086. године, а наследио га је Вилијам IX, који је био један од вођа у крсташком рату 1101., али је немајући новца морао град Тулуз продати рођаку своје супруге Филипе, Бернару.

### Рат између оца и сина
По повратку из рата Вилијем је одлучио да напусти Филипу и да живи са Данжеросом, супругом свог вазала. Тада се Вилијемов син Вилијам побунио. Сукоби су се завршили тек 1121. године, када се Вилијем млађи оженио кћерком очеве конкубине Алиеноре де Шатеро. Вилијам Старији је умро 10. фебруара 1126. године, а на аквитански престо је дошао Вилијам X.

### Вилијам X
Године 1130. умро је папа Хонорије II и дошло је до рата између папе Инокентија II и антипапе Анаклетија II. Вилијем је прво био на страни Анаклетија. Међутим га је 1134. године угледни духовник Бернар од Клерва, преобратио на папину страну. После тога Вилијем је у савезу са Жофроом V Анжујским 1136. године напао Нормандију. Почетком 1137. године Вилијем је отишао на ходочашће у Сантјаго де Компосталу. На путу се тешко разболео и умро 9. априла. На самртној постељи изразио је жељу да се његова кћерка Еленора уда за Дофена Луја, сина француског краља Луја VI.

### Еленора Аквитанска
Политички брак између Еленоре и Луја био је потпун промашај. Еленора је пратила свог супруга Луја у Другом крсташком походу. Тамо је упознала војводу од Нормандије и анжујског грофа Хенрија. На сабору у Божансију у марту 1152. године папа Еугеније III је поништио брак, Еленорине и Лујове кћерке Мари и Петронила су остале под Лујовим надзором. У мају Еленора се удала за Хенрија, који је тако постао моћнији од Луја. Том удајом династија Плантагенет из које је ио Хенри је постала владарска династија у Аквитанском војводству. Са Хенријем Еленора је имала осморо деце. Хенри ју је 1173. године затворио у кућни притвор пошто је подржавала побуне своје деце против Хенрија. Када је Хенри умро 1189. године Еленора се ослободила из кућног притвора. Њен син Ричард Лавље Срце је постао краљ Енглеске. Ричард је отишао у Трећи крсташки рат, а Еленора га је замењивала, заједно са најмлађим сином Јованом без Земље. Енглеска се око 1200. године заплела у рат с Француском, који је изгубила, а Француски краљ Филип II Август је Енглеској одузео многе поседе. Јован је 1203. године ослободио пореза на извоз све грађане и трговце из Бордоа. Региони Бордо, Бајон и Дакс су због тога подржавали Јована против Филипа. Гаскоњским трговцима је тада по први пут дао отворен приступ енглеском тржишту вина. Те повластице је следеће године дао Ла Рошелу и Пуату. Еленора је умрла 1. априла 1204. године, надживевши Ричарда.

### XIII век у Аквитанији
После Еленорине смрти Аквитанија је потпуно изгубила своју самосталност, била је припојена Енглеској и постала њен најважнији посед у Француској. Под Енглеском влашћу простирала се од реке Лоаре на северу до Пиринеја на југу, али Аквитанији није припадао Тулуз. У XIII веку у Аквитанији је углавном владао мир. Енглеска је ипак тада била вазал Француске.

### Сенсардоски рат
У августу 1324. године Шарл, гроф од Валоа је напао Аквитанију и неспремне Енглезе у њој, повод је био паљење француског утврђења Сен Сардоса, 15. октобра 1323. године који се налазио на енглеском делу Гаскоње. Енглези су једва успели да прикупе 7 000 војника, али Шарл их је поразио. Највећи отпор пружан је у утврђењу Ла Реол на реци Гароњи, али су се после неколико седмица предали. Рат је трајао до октобра. Енглезима је само остао Бордо, и неколико области на приморју. Енглески краљ Едвард III Плантагенет је као и већина енглеских племића сматрао да је Гаскоња веома важна због тога што су се у њој производили вино и со, па се 1331. године одрекао права за енглески престо у замену за Гаскоњу.

### Стогодишњи рат
Сенсардоски рат је 1337. године изазвао стогодишњи рат између Енглеске и Француске. Енглези су сјајним тактикама однели победе код Кресија (1346) и Поатјеа (1356), проширивши своје поседе у Француској. Године 1360. Бретањским миром Едвард се одрекао француске круне, али је наставио да буде не само војвода, него суверени владар Аквитанијског војводства. Он се 1362. године одрекао власти над Аквитанијским војводством, а на месту аквитанског војводе га је наследио најстарији син и принц од Велса Едвард Црни Принц. Он у ствари није био војвода Аквитаније него принц од Аквитаније. Године 1369. Бретањски мир је оповргнут. Едварда Црног принца је после смрти 8. јуна 1376. године наследио његов деветогодишњи син Ричард, који је 1377. године постао краљ Енглеске. Он је да би смирио побуну у Енглеској морао да преда Аквитанију свом стрицу Џону од Гента. Тако је власт над Аквитанијом дошла у руке династије Ланкастер. У Гаскоњи је 1394. године избила побуна лојалних Ричарду, коју је Џон угушио 1395. године. Када је умро 3. фебруара 1399. године Ричард је под своју власт вратио Аквитанију и Џоновом сину Хенрију Болинбруку одузео све поседе које је наследио од оца. Тада се Хенри побунио, свргнуо Ричарда и постао краљ Енглеске. Следеће године Хенри је титулу аквитанијског војводе дао сину исто Хенрију. Хенри је 1415. године напао Француску, освојио Харфлер и однео победу код Азенкура. Уговором у Троју 1420. године Хенри је постао престолонаследник француског краља Шарла VI Лудог. Хенри је умро 31. августа 1422. године, само два месеца пре Шарла Лудог. На месту Енглеског краља Хенрија је наследио истоимени син, који је био стар свега 8 месеци. За време његове владавине почело је опадање. Године 1445. он је све своје поседе у француској предао Џону Талботу, првом грофу од Шрузберија. Он је изгубио Шербур и Бордо 1451. године, па је 17. јула 1453. године покушао да поврати Гаскоњу Али је погинуо у бици код Кастијона. Тада је Аквитанијско војводство заувек припојено Француској и титуле аквитанијског војводе само су додељиване принчевима из француских владарских династија.

## Владари Аквитанског војводства
| Династија                            | Гаскоња                                | Аквитанија                                | Тулуз                         | Поатје                                       | Оверња                      |
| ------------------------------------ | -------------------------------------- | ----------------------------------------- | ----------------------------- | -------------------------------------------- | --------------------------- |
| Тулуска династија                    | Феликс Аквитански (660—676)            | Феликс Аквитански (660—676)               | Феликс Аквитански (660—676)   |                                              |                             |
| Тулуска династија                    | Лупус I од Гаскоње (676-око 680)       |                                           |                               |                                              |                             |
| Тулуска династија                    | Одо Велики (око 680-око 735)           |                                           |                               |                                              |                             |
| Тулуска династија                    | Хуналд I Аквитански (око 735—745)      |                                           |                               |                                              |                             |
| Тулуска династија                    | Вајфер Аквитански (745—767)            |                                           |                               |                                              |                             |
| Тулуска династија                    | Франачка окупација (767—769)           |                                           |                               |                                              |                             |
| Тулуска династија                    | Хуналд II Аквитански (769)             |                                           |                               |                                              |                             |
| Тулуска династија                    | Лупус II Аквитански (769—781)          |                                           |                               |                                              |                             |
| Франачка окупација (781—852)         |                                        |                                           |                               |                                              |                             |
| Династија Поатјеа                    |                                        | Ранулф I Аквитански (852—866)             | Ранулф I Аквитански (852—866) | Ранулф I Аквитански (852—866)                |                             |
| Династија Поатјеа                    | Ранулф II Аквитански (866—890)         |                                           |                               |                                              |                             |
| Династија Поатјеа                    |                                        | Ебалус Копиле (890—893)                   | Ебалус Копиле (890—893)       | Ранулф III од Поатјеа (893—902)              |                             |
| Вилхелмиди                           |                                        | Вилијам Побожни (893—918)                 |                               |                                              |                             |
| Вилхелмиди                           | Вилијам Млади (918—926)                |                                           |                               |                                              |                             |
| Вилхелмиди                           | Акфред Аквитански (926—927)            |                                           |                               |                                              |                             |
| Династија Поатјеа                    |                                        | Ебалус Копиле (927—935)                   | Ремон I од Тулуза (932—936)   |                                              |                             |
| Династија Поатјеа                    |                                        | Вилијам Житоглави (935—963)               | Ремон II од Тулуза (936—955)  |                                              | Ремон I од Тулуза (940—941) |
| Династија Поатјеа                    | Вилијам Поносна рука (963—990)         |                                           |                               |                                              |                             |
| Династија Поатјеа                    | Вилијам Велики (990—1030)              |                                           |                               |                                              |                             |
| Династија Поатјеа                    | Вилијам Дебели (1030—1038)             |                                           |                               |                                              |                             |
| Династија Поатјеа                    | Одо од Гаскоње (1038—1039)             |                                           |                               |                                              |                             |
| Династија Поатјеа                    |                                        | Пјер-Вилијам Одважни или Орао (1039—1058) |                               | Агнес Бургундска и Жофроа Мартел (1039—1052) |                             |
| Династија Поатјеа                    | Ги-Жофроа (1058—1086)                  |                                           |                               |                                              |                             |
| Династија Поатјеа                    | Вилијам Трубадор или Млађи (1086—1126) |                                           |                               |                                              |                             |
| Династија Поатјеа                    | Вилијам Свети (1126—1137)              |                                           |                               |                                              |                             |
| Династија Поатјеа                    | Еленора Аквитанска (1137—1196)         |                                           |                               |                                              |                             |
| Династија Поатјеа                    | Отон Аквитански (1196—1198)            |                                           |                               |                                              |                             |
| Династија Поатјеа                    | Еленора Аквитанска (1198—1204)         |                                           |                               |                                              |                             |
| Династија Плантагенет                | Жан I Аквитански (1204—1216)           | Жан I Аквитански (1204—1216)              |                               |                                              |                             |
| Династија Плантагенет                | Анри II Аквитански (1216—1272)         | Анри II Аквитански (1216—1272)            |                               | Ричард II од Поатјеа (1225—1272)             |                             |
| Династија Плантагенет                | Едвард Дугоноги (1272—1307)            |                                           |                               |                                              |                             |
| Династија Плантагенет                | Едвард II Аквитански (1307—1327)       |                                           |                               |                                              |                             |
| Династија Плантагенет                | Едвард Пожар за Французе (1327—1362)   |                                           |                               |                                              |                             |
| Династија Плантагенет                | Едвард Црни Принц (1362—1370)          |                                           |                               |                                              |                             |
| Династија Плантагенет                | Едвард Пожар за Французе (1370—1377)   |                                           |                               |                                              |                             |
| Династија Плантагенет                | Ричард Вудсток (1377—1390)             |                                           |                               |                                              |                             |
| Династија Плантагенет                | Жан Болинбрук (1390—1399)              |                                           |                               |                                              |                             |
| Династија Плантагенет                | Анри Болинбрук (1399)                  |                                           |                               |                                              |                             |
| Династија Плантагенет                | Ричард Вудсток (1399)                  |                                           |                               |                                              |                             |
| Династија Плантагенет                | Анри Болинбрук (1399—1400)             |                                           |                               |                                              |                             |
| Династија Плантагенет                | Анри IV Аквитански (1400—1422)         |                                           |                               |                                              |                             |
| Династија Плантагенет                | Анри Луди (1422—1445)                  |                                           |                               |                                              |                             |
| Династија Талбот                     | Жан IV Аквитански (1445—1451)          | Жан IV Аквитански (1445—1451)             |                               |                                              |                             |
| Династија Талбот                     | Франачка окупација (1451)              |                                           |                               |                                              |                             |
| Династија Талбот                     | Жан IV Аквитански (1451—1453)          |                                           |                               |                                              |                             |
| Коначна Франачка окупација (од 1453) |                                        |                                           |                               |                                              |                             |

## Географија
Аквитанско војводство је обухватало данашње француске регионе Лоару, Центар, Лимузен, Поату-Шарант и Аквитанију. Од Аквитаније са касније одвојило војводство Гаскоња (налазила се на већем делу даншњег региона Аквитаније и била је зависна држава у односу на Аквитанију) и грофовија Тулуз (налазила се на месту данашњих региона Миди-Пирене и Лангдок-Русијон). Тулуз су освојили Французи 1271. године. У XIII веку Аквитанско војводство се простирало од Пиринеја на југу и где са граничило са краљевином Наваром, Краљевином Арагоном и Грофовијом Барселоном. На истоку се граничило с грофовијом Тулузом и краљевином Бургундијом. На северу се граничило са Бретањом, Анжујским грофовима, Блоом и Бурбонима (ове северне области су у 13. веку освојили Французи).

## Подела Аквитаније
Аквитанија се дели на:
- Грофовију Поатје
- Грофовију Ла Марш
- Грофовију Ангулем
- Грофовију Перигор
- Грофовију Оверњу (1271. године освојена од стране Француске)
  - Грофовију Веле
- Грофовију Сентонж
- Грофовију Деол
- Грофовију Исуден
- Вицегрофовију Лимузен
- Војводство Гаскоњу (У VII веку је постало део Аквитанског војводства, у IX веку се отцепила, али је 1053. године поново припојена Аквитанији)
  - Грофовију Аженаис
- Грофивију Тулуз (778. године је постала независна, а 1271. освојили су је Французи)
  - Грофовију Керси
  - Грофовију Руелге
    - Грофовију Родез

  - Грофовију Жвудон
- Вицегрофовију Алби
- Септиманију